# Thunbergia crispa
Thunbergia crispa é uma espécie de planta com flor pertencente à família Acanthaceae.
A autoridade científica da espécie é Burkill, tendo sido publicada em Flora of Tropical Africa 5: 12. 1899.

## Moçambique
Trata-se de uma espécie presente no território moçambicano, nomeadamente em Niassa, Tete, Manica e Sofala (regiões como estão definidas na obra Flora Zambesiaca).
Em termos de naturalidade trata-se de uma espécie nativa.

## Sinónimos
Segundo a Flora de Moçambique tem os seguintes sinónimos:
- Adhatoda formosissima Klotzsch
- Macrorungia formosissima (Klotzsch) C.B. Clarke
- Symplectochilus formosissimus (Klotzsch) Lindau

Segundo a African Plant Database tem os seguintes sinónimos heterotípicos:
- Thunbergia homblei De Wild.
- Thunbergia variabilis De Wild.